# Content ID (系統)
Content ID是一種由Google所開發的數位指紋系統，可輕易辨識及管理YouTube上影片的版權，這個系統從2007年啟用。Google於2016年時在此系統投入的開發成本為6000萬美元，並向版權所有者支付了約20億美元。2018年時，Google投資至少1億美元在這套系統。

## 概要
Content ID系統會對於版權影音素材產生出ID檔並存於資料庫，上傳到YouTube的影片會接受相似性度量（Similarity measure），以比對影音內容是否與版權所有者的Content ID相符，當檢測出相符時，內容擁有者可選擇封鎖該影片，或是將該影片的廣告營收歸為己有。
電影公司、唱片公司、音樂家等版權擁有者必需符合特定條件，並證明擁有影音素材的專屬權利才能使用Content ID系統。版權擁有者要提供參考影音檔給YouTube建立ID檔。這些標準使得沒有主要支持者幫助的情況下使用Content ID變得困難，因此多為大公司所使用。